# بیل چمبرز (بازیکن فوتبال)
بیل چمبرز (انگلیسی: Bill Chambers؛ ۱۰ اوت ۱۹۰۶ – 1978 (aged 71 or 72)) بازیکن فوتبال اهل بریتانیا بود.
از باشگاه‌هایی که در آن بازی کرده‌است می‌توان به باشگاه فوتبال وست برومویچ آلبیون، باشگاه فوتبال اولدهام اتلتیک، باشگاه فوتبال بث سیتی، باشگاه فوتبال بولتون واندررز، باشگاه فوتبال ووستر سیتی، باشگاه فوتبال دارلاستون، باشگاه فوتبال برنلی، و باشگاه فوتبال شروزبری تاون اشاره کرد.